# LL Cool J
James Todd Smith (Queens, Nueva York; 14 de enero de 1968) es un cantante de rap y actor estadounidense, más conocido por su nombre artístico LL Cool J ("Ladies Love Cool James"). Es conocido por pp de rap como "I Need A Beat" o "I Can't Live Without My Radio". Además, LL ha actuado en varias series y películas, y está visto como un referente del Hip Hop. Es el primer artista de rap en conseguir seis discos de platino consecutivos y seis sencillos de oro. Representa una figura muy importante dentro del mundo del Hip-Hop ya que su carrera se remonta a la década de los '80.

## Biografía
LL Cool J nació en Westchester County y creció en la sección de clase obrera de Hollins, Queens, Nueva York. Es hijo único de su madre Ondrea Smith, y su padre, James. De joven, cantaba en el coro de la iglesia y jugaba al fútbol.
Sus padres tenían una mala relación. Cuando LL tenía cuatro años, su madre abandonó a su padre y se mudó con ella a casa de sus abuelos en St. Albans, Queens. La relación era sangrienta, y una noche de 1972, cuando su madre volvía a casa del trabajo, el padre de LL Cool J disparó a su madre. Según el propio artista, que relata lo sucedido en la canción "Father" del álbum Phenomenon, su padre buscaba la venganza tras el abandono de su familia. Además, su abuelo también fue herido por su padre.
La madre de LL comenzó a salir con un hombre que más tarde crearía problemas al joven James. El hombre, que LL llamaba Roscoe en su autobiografía, lo golpeaba mientras su madre estaba trabajando. Estas palizas tenían un tremendo efecto sobre el joven. Por entonces, recuerda que comenzó a llevar obsesivamente sombreros.
LL encontró en la música una vía de escape a sus problemas. Él creció en una familia musical, ya que su abuelo tocaba el saxofón, su madre el acordeón y su abuela (Ellen Griffin) cantaba en el coro. A los 9 años, LL ya rimaba y a los 13 ya había hecho su primera grabación de estudio.
LL Cool J firmó por Def Jam en 1984 y grabó el éxito underground I Need A Beat. La canción era el primer éxito de Def Jam y ese mismo éxito persuadió al joven artista a dejar los estudios cuando aún no había terminado de grabar el álbum Radio, en 1985. El álbum fue muy aclamado y LL se convirtió en el pionero de lo que sería el pop-rap. "I Can't Live Without My Radio" y "Rock the Bells" fueron los sencillos que ayudaron al disco a ser platino muy pronto. En 1987, editó Bigger and Deffer. La balada "I Need Love" fue una de las primeras canciones pop-rap en convertirse en un éxito. Los críticos se mofaron de su nueva dirección o estilo y tras su álbum Walking With a Panther (1989), LL fue abucheado en Harlem a causa del adolescente fallecido Usef Hawkins.
Impaciente por recuperar el éxito, sacó su nuevo álbum Mama Said Knock You Out, en 1990, del que se vendieron más de dos millones de copias. El disco tuvo tres sencillos exitosos, The Boomin' System, Around the Way Girl y Mama Said Knock You Out, este último producido por el respetado Marley Marl.
Tras actuar en las películas The Hard Way y Toys, grabó 14 Shots To The Dome. Participó en In the House, una comedia de la NBC, antes de editar Mr. Smith, en 1995, que vendió dos millones de discos con los éxitos "Doin' It" y "Loungin", dos de las grandes canciones de 1996, y sus videos, de lo mejor de la MTV.
Otro de los sencillos del álbum, Hey Lover junto a Boyz II Men, se convirtió en uno de los primeros videos de rap en aparecer en VH1. La canción también se llevó un Grammy.
En 1996, LL también ayudó a lanzar una línea de ropa llamada FUBU. El nombre quiere decir: For Us, By Us, y se refiere a que la ropa fue hecha por gente negra para gente negra.
Después del doble platino Mr. Smith, LL no ha sido capaz de recuperar los mismos niveles de éxito monetario. En 2000, grabó G.O.A.T., que quiere decir "Greatest Of All Time". Aunque no vendió lo mismo que otros trabajos, alcanzó el número 1 en Billboard 2000.
En 2002, con el álbum 10, consiguió éxito con los sencillos "Paradise", junto a Amerie, y "Luv U Better". También colaboró en el éxito All I Have de Jennifer Lopez, en 2003. Su último álbum hasta la fecha ha sido The DEFinition, en 2004, logrando el éxito con los temas Headsprung y Hush.
El 11 de abril de 2006, LL Cool J regresó con su nuevo álbum Todd Smith, en el que colaboraron artistas como Juelz Santana, Teairra Mari y Freeway. El primer sencillo fue producido por Jermaine Dupri y se tituló "Control Myself", junto a Jennifer Lopez. El video del tema fue grabado el 2 de enero de 2006 en los estudios de Sony, en Nueva York.
Su álbum más reciente es titulado Exit 13, su último álbum para Def Jam. Salió a la venta el 9 de septiembre de 2008. 
MTV le nombró el décimo mejor MC de todos los tiempos.
Desde 2009 LL es protagonista de la serie NCIS: Los Ángeles. En el 2009 y otra vez en 2010 LL fue nominado para entrar a la Sala De Fama del Rock and Roll. Pero desafortunadamente no fue admitido como miembro ninguna de las dos veces. Para recibir nominación a la Sala De Fama del Rock and Roll tiene que haber pasado por lo menos 25 años después del primer lanzamiento de un artista. Para LL Cool J este fue "Radio" cual salió en 1985.

## Alias
- James Todd Smith
- Future of the Funk
- The G.O.A.T. - Greatest Of All Time
- Jack the Ripper
- John Mickens
- L
- LL Cool J (Ladies Love Cool James)
- Mr. Smith
- Uncle L
- LL
- Legend in Leather

## Discografía

### Álbumes
- 1985: Radio
- 1987: Bigger and Deffer
- 1989: Walking With a Panther
- 1990: Mama Said Knock You Out
- 1993: 14 Shots To The Dome
- 1995: Mr. Smith
- 1996: All World: Greatest Hits
- 1997: Phenomenon
- 2000: G.O.A.T.
- 2002: 10
- 2004: The DEFinition
- 2006: Todd Smith
- 2008: Exit 13

Total Ventas: 150 millones

### Sencillos
| 1985           | "I Need A Beat"                                                                         | -   | -   | -   | -               | Radio                                 |
| 1985           | "I Can't Live Without My Radio"                                                         | -   | -   | -   | #95             | Radio                                 |
| 1985           | "Rock The Bells"                                                                        | -   | -   | -   | #98             | Radio                                 |
| 1987           | "I'm Bad"                                                                               | -   | -   | -   | #71             | Bigger And Deffer                     |
| 1987           | "I Need Love"                                                                           | #14 | #1  | -   | #8              | Bigger And Deffer                     |
| 1987           | "Going Back to Cali" / "Jack The Ripper"                                                | #31 | #12 | -   | #37             | Walkin' With A Panther                |
| 1989           | "I'm That Type of Guy"                                                                  | #15 | #7  | #1  | #43             | Walkin' With A Panther                |
| 1990           | "The Boomin' System" (feat. Uncle L)                                                    | -   | -   | -   | #83             | Walkin' With A Panther                |
| 1990 [UK]      | "Around The Way Girl" (feat. The Flex)/ "Mama Said Knock You Out"                       | -   | -   | -   | #43             | Mama Said Knock You Out               |
| 1990 1991 [UK] | "Around The Way Girl" (feat. The Flex)                                                  | #9  | #5  | #1  | #36 [Regrabado] | Mama Said Knock You Out               |
| 1991           | "Mama Said Knock You Out"                                                               | #17 | #12 | #1  | -               | Mama Said Knock You Out               |
| 1993           | "How I'm Comin'"                                                                        | -   | -   | -   | #37             | 14 Shots To The Dome                  |
| 1995           | "Hey Lover" (feat. Boyz II Men)                                                         | #3  | #3  | #1  | #17             | Mr. Smith                             |
| 1996           | "Doin' It" (feat. LeShaun)                                                              | #9  | #7  | #2  | #15             | Mr. Smith                             |
| 1996           | "Loungin" (feat. Total)                                                                 | #3  | #4  | #1  | #7              | Mr. Smith                             |
| 1997           | "Ain't Nobody"                                                                          | #46 | #27 | #4  | #1              | Beavis and Butt-Head Do America (OST) |
| 1997           | "Hit 'Em High (The Monstars' Anthem)" (feat. B Real, Busta Rhymes, Coolio & Method Man) | -   | -   | -   | #8              | Space Jam (OST)                       |
| 1997           | "Phenomenon"                                                                            | #55 | #16 | #14 | #9              | Phenomenon                            |
| 1998           | "4,3,2,1" (feat. Redman, Method Man & DMX)                                              | #75 | #24 | #10 | -               | Phenomenon                            |
| 1998           | "Father"                                                                                | #18 | #12 | #1  | #10             | Phenomenon                            |
| 1998           | "Zoom" (feat. Dr. Dre)                                                                  | -   | -   | -   | #15             | Bulworth (OST)                        |
| 2000           | "Imagine That" (feat. LeShaun)                                                          | #98 | #46 | #16 | #10             | G.O.A.T.                              |
| 2001           | "Fatty Girl" (feat. Keith Murray & Ludacris)                                            | #87 | #32 | #6  | -               | FUBU - The Good Life Comp.            |
| 2002           | "Luv U Better" (feat. Marc Dorsey)                                                      | #4  | #1  | #2  | #7              | 10                                    |
| 2003           | "Paradise" (feat. Amerie)                                                               | #36 | #14 | #10 | #18             | 10                                    |
| 2003           | "All I Have" (feat. Jennifer Lopez)                                                     | #1  | #1  | -   | #2              | 10 / This Is Me ... Then              |
| 2004           | "Headsprung"                                                                            | #16 | #7  | #4  | #25             | The DEFinition                        |
| 2005           | "Hush" (feat. 7 Aurelius)                                                               | #26 | #14 | #11 | #3              | The DEFinition                        |
| 2006           | "Control Myself" (feat. Jennifer Lopez)                                                 | #4  | #28 | #9  | #2              | Todd Smith                            |
| 2006           | "Freeze" (feat. Lyfe Jennings)                                                          | -   | #65 | -   | -               | Todd Smith                            |

### Videos musicales
- Keep It Comin':
  - Why Me Baby (con Keith Sweat)

- Strictly Business OST:
  - Strictly Business

- Project: Funk Da World:
  - Flava In Ya Ear (Remix) (Craig Mack con Busta Rhymes, Puff Daddy, Rampage & Notorious B.I.G.)

- Mr. Smith:
  - Hey Lover (featuring Boyz II Men)
  - Doin It

- Beavis and Butt-Head Do America (OST):
  - Ain't Nobody

- Levert-Sweat-Gill :
  - Curious (LSG con Busta Rhymes & MC Lyte)

- The Day:
  - This Is For The Lover In You (Babyface)

- Space Jam (OST):
  - Hit 'Em High (The Monstars' Anthem) (con B-Real, Busta Rhymes, Coolio & Method Man)

- It's a Beautiful Thing:
  - Incredible (Keith Murray)

- The Best of Capone-N-Noreaga: Thugged da F*@# Out:
  - Blood Money Part III (Capone-N-Noreaga con LL)

- Phenomenon:
  - Phenomenon
  - 4,3,2,1(featuring Canibus, DMX, Master P, Method Man & Redman)
  - Hot, Hot, Hot
  - Father

- Bulworth (OST):
  - Zoom (con Dr. Dre)

- G.O.A.T.:
  - Imagine That
  - You And Me

- Deep Blue Sea OST:
  - Deepest Bluest (Shark's Fin)

- Any Given Sunday OST:
  - Shut Em Down

- Yeeeah Baby:
  - It's So Hard (Big Pun) (LL aparece en el video)

- Unleash the Dragon:
  - Thong Song (Sisqo) (LL aparece en el video)

- Miss E. So Addictive:
  - Get Ur Freak On (Missy Elliot) (LL aparece en el video con su hijo)

- FUBU - The Good Life Comp.:
  - Fatty Girl (con Keith Murray & Ludacris)

- Engel und Ratten:
  - Blink Blink (con Spax)

- 10:
  - Paradise (con Amerie)

- The DEFinition:
  - Hush
  - Headsprung

- Todd Smith:
  - Control Myself (with Jennifer Lopez)

## Filmografía
- Krush Groove (1985)
- Wildcats (1986)
- The Hard Way (1991)
- Toys (1992)
- In the House (1995)
- Out-of-Sync (1995)
- The Right to Remain Silent (1996)
- B*A*P*S (1997)
- Halloween H20: 20 Years Later (1998)
- Beauty Shop (1998)
- Caught Up (1998)
- Un domingo cualquiera (1999)
- In Too Deep (1999)
- Deep Blue Sea (1999)
- Charlie's Angels  (2000)
- Kingdom Come (2001)
- Rollerball (2002)
- S.W.A.T. (2003)
- Deliver Us from Eva (2003)
- Mindhunters (2004)
- Doctor House (como invitado) (2005)
- Slow Burn (2005)
- Ciudad sin ley (2005)
- Last Holiday (2006)
- NCIS: Los Angeles (2009 - 2023)
- La gran revancha (2013)

## Premios
MTV Video Music Awards
- 1990 - MTV Video Music Award for Best Rap Video, for "Mama Said Knock You Out"
- 1997 - MTV Video Music Vanguard Award, for "career achievement"

NAACP Image Awards
- 1996 - Best Rap Artist, for "Mr. Smith"
- 1997 - Best Rap Artist, for "Mr. Smith"
- 2001 - Outstanding Hip-Hop/Rap Artist, for "G.O.A.T."
- 2003 - Outstanding Male Artist

Grammy Awards
- 1991 - Grammy Award for Best Rap Solo Performance, for "Mama Said Knock You Out" from Mama Said Knock You Out
- 1996 - Grammy Award for Best Rap Solo Performance for "Hey Lover" from Mr. Smith

Soul Train Music Awards
- 2003 - Quincy Jones Award, for "outstanding career achievements in the field of entertainment"

Blockbuster Entertainment Awards
- 2000 - "Favorite Supporting Actor - Action" from Deep Blue Sea

The New York Music Awards
- 15 New York Music Awards

Soul Train Awards
- 10 Soul Train Awards

Billboard Awards
- 1 Billboard Awards

Rock The Vote Award
- 1997 - "Patrick Lippert Award"

Source Awards
- 2003 - Source Foundation Image Award, for "his community work"